# کنایتلینگن
کنایتلینگن (به آلمانی: Kneitlingen) یک شهر در آلمان است که در Wolfenbüttel واقع شده‌است. کنایتلینگن ۸۵۳ نفر جمعیت دارد.